# Scytodes quinqua
Scytodes quinqua là một loài nhện trong họ Scytodidae.
Loài này thuộc chi Scytodes. Scytodes quinqua được George Newbold Lawrence miêu tả năm 1927.